# Кар-сервис
Кар-сервис (англ. Car service — автомобильная служба) — Разновидность такси в Нью-Йорке, наряду с жёлтыми кэбами. В отличие от жёлтых такси, машины кар-сервиса имеют произвольную окраску. Кроме того, кар-сервисам не разрешается иметь на крыше подсветку, характерную для такси. Жёлтым такси предоставлено эксклюзивное право подбирать пассажиров с улицы; им не разрешается работать по вызову. Кар-сервисы же, наоборот, могут работать только по вызову и не имеют право ловить клиентов на улице. Водители кар-сервиса не имеют право использовать таксометр. Цену на проезд диспетчер сообщает водителю по радиосвязи. Кар-сервисы пользуются наибольшим спросом в Бруклине, Квинсе, Бронксe и Статен-Айленде, поскольку в этих районах поймать жёлтое такси гораздо сложнее чем в Манхеттене. Помимо относительно недорогих кар-сервисов, существуют также так называемые Black car companies, предоставляющие обслуживание по более высоким ценам на автомобилях повышенной комфортности. Этот вид услуг достаточно популярен в деловой среде и составляет определённую конкуренцию жёлтым такси.